# Brunn an der Wild
Brunn an der Wild è un comune austriaco di 820 abitanti nel distretto di Horn, in Bassa Austria.